# 정관헌
정관헌(靜觀軒)은 덕수궁의 서양식 정자이다. 동양적인 요소가 가미된 서양식으로 1900년경에 건립되었을 것으로 추정될 뿐 정확한 건립년도는 알 수 없다. 아관파천 후 1897년에 고종이 러시아공사관에서 경운궁(덕수궁)으로 환궁할 무렵 몇 채의 서양식 건물을 궁내에 지었는데, 정관헌은 그 당시 건립된 초기 서양식 건물 중 유일하게 남아 있는 건물이기도 하다. 고종이 다과를 들고 외교사절단을 맞아 연회를 여는 등의 목적으로 사용하기 위해 건립되었다고 알려져 있으나 명확한 기록과 근거는 없다. 또한 고종이 이곳에서 커피를 즐겼다고 설이 있기는 하나 그에 대한 근거자료나 기록도 일체 존재하지 않는다. 다만 태조·고종·순종의 영정을 이곳에 봉안하였다는 기록이 존재할 뿐이다.
현재 남아있는 건물은 벽돌을 쌓아 올린 조적식(組積式) 벽체에 석조기둥을 세우고 건물 밖으로 목조의 가는 기둥을 둘러 퇴를 두르듯이 짜인 구조를 가지고 있다. 그러나 1930년 이전에 찍은 것으로 추정되는 오카다 미츠구의 사진에 의하면 정관헌은 현재의 개방형 기둥구조가 아니라 사방이 벽돌벽으로 둘러싸인 구조였다. 지금과 같이 세 방향이 열린 구조에서는 어진을 모셔두고 예를 올리는 것이 불가능 했을 것이다. 따라서 훗날 개축이 진행되어 오늘날과 같은 모습을 지니게 된것으로 보여진다.
2004년 2월 6일 대한민국의 등록문화재 제82호로 지정되었으나, 덕수궁(사적 제124호) 사적 지정 고시(문교부 고시 제161호, 1962. 7. 25.)에 명기된 건물이 등록되어 문화재보호법 제47조제1항에 저촉됨(덕수궁 사적 지정범위와 중복)에 따라 2008년 6월 24일 문화재 등록이 말소되었다.